# Die Reise ins Ungewisse (Raumschiff Enterprise – Das nächste Jahrhundert)
Die Reise ins Ungewisse (Originaltitel: The Nth Degree) ist die 19. Folge der vierten Staffel der US-amerikanischen Science-Fiction-Fernsehserie Raumschiff Enterprise – Das nächste Jahrhundert. Sie wurde in den Vereinigten Staaten über Syndication vermarktet und erstmals am 1. April 1991 auf verschiedenen Fernsehsendern ausgestrahlt. In Deutschland war sie zum ersten Mal am 15. März 1994 in einer synchronisierten Fassung auf Sat.1 zu sehen.

## Handlung
Im Jahr 2367 bei Sternzeit 44704.2 fliegt die Enterprise zur Argus-Phalanx, einem bedeutenden Weltraumteleskop, um dessen Ausfall zu untersuchen. Offenbar ist eine Raumsonde unbekannter Herkunft daran Schuld. Chefingenieur La Forge soll diese mit einem Shuttle genauer erkunden. Begleitet wird er dabei von seinem Kollegen Reginald Barclay, der an starken sozialen Defiziten leidet, aber in den letzten Monaten gute Fortschritte bei deren Bewältigung gemacht hat. Barclay drückt seine Dankbarkeit für das Vertrauen aus, das La Forge ihm entgegenbringt, als die Sonde plötzlich einen Lichtblitz aussendet. Barclay wird bewusstlos und muss auf die Krankenstation der Enterprise gebracht werden.
Schiffsärztin Beverly Crusher stellt keine ernsthafte Verletzung fest. Barclay scheint nur aufgrund einer Überlastung seines Sehnervs ohnmächtig geworden zu sein. Allerdings scheint eine geistige Veränderung mit ihm vorzugehen: Zunächst macht er Dr. Crusher einen ungewöhnlichen Vorschlag zur Verbesserung ihrer medizinischen Instrumente. Kurz darauf beginnt die Sonde, die Enterprise zu verfolgen. Da sie zur Gefahr wird, muss sie zerstört werden, doch die Schutzschilde des Schiffs sind nicht stark genug, um die Wucht der Explosion abzufangen. Barclay gelingt es aber aus dem Stand, die Stärke der Schilde um 300 Prozent zu erhöhen. Bei einer anschließenden Besprechung zur Reparatur der Argus-Phalanx behauptet er, er könne innerhalb von zwei Tagen ein neues Kontrollsystem programmieren, wodurch sich die Reparatur erheblich verkürzen würde. Nicht nur seine Intelligenz, auch sein Selbstbewusstsein scheint gestiegen zu sein. Bei den Proben für ein Theaterstück wirkt er viel sicherer als in den Tagen zuvor und er flirtet ganz offen mit Counselor Troi, was er sich früher nie getraut hätte. Als er am nächsten Morgen nicht zu einem Treffen erscheint, findet ihn La Forge auf dem Holodeck vor, wo er offenbar die ganze Nacht mit einer Simulation von Albert Einstein über höhere Physik diskutiert hat.
La Forge ordnet eine erneute Untersuchung an und Dr. Crusher stellt fest, dass die Sonde offenbar für eine starke Erhöhung der Neurotransmitter in Barclays Gehirn gesorgt hat. Sein Intelligenzquotient ist dadurch so weit gestiegen, dass er gar nicht mehr messbar ist. Die Führungsoffiziere sind zunächst unsicher, wie sie damit umgehen sollen. Da Barclay aber keine Gefahr darzustellen scheint, entscheidet Captain Picard, dass er zunächst ganz normal seinen Dienst fortsetzen soll.
Auf der Argus-Phalanx droht die Überlastung eines ihrer Reaktoren. Die Ingenieure der Enterprise versuchen, das zu verhindern. Für Barclay geht die Arbeit zu langsam voran. Er begibt sich auf das Holodeck, wo er den Computer anweist, für ihn ein neurales Interface zu kreieren, mit dem er die nötigen Befehle deutlich schneller übermitteln kann. Die Fehlfunktion des Reaktors kann dadurch repariert werden. Barclay hat jetzt allerdings die vollständige Kontrolle über die Schiffssysteme der Enterprise und kann nicht mehr von ihnen getrennt werden, da sein Gehirn fest mit dem Schiffscomputer verbunden ist.
Während La Forge nach einem Weg sucht, die Kontrolle über die Schiffssysteme zumindest teilweise zurückzuerlangen, kommen Barclay ganz neue Ideen, wie die Enterprise in kurzer Zeit weite Strecken zurücklegen könnte. Entgegen Picards Befehl erzeugt er mit Hilfe des Warp-Antriebs eine Subraum-Verzerrung, in die das Schiff hineingezogen wird. Nach einer Reise von nur wenigen Sekunden stellt man fest, dass das Schiff 30.000 Lichtjahre zurückgelegt hat und sich nun im Zentrum der Milchstraße befindet. Plötzlich funktionieren die Schiffssysteme wieder. Der riesige Kopf eines weißhaarigen Mannes erscheint auf der Brücke der Enterprise. Auch Barclay kommt auf die Brücke und erklärt, der Fremde sei ein Cytherianer. Er gehöre zu einem Volk friedlicher Forscher, doch im Gegensatz zu den Menschen verlassen sie ihre Heimat nicht, sondern holen das, was sie interessiert, zu sich. Ihre Sonde war auf die Argus-Phalanx gestoßen, deren Technologie sich aber als inkompatibel erwies. Barclays Gehirn konnte sie hingegen so verändern, dass er die Enterprise hierher bringen konnte. Da diese Aufgabe jetzt vollbracht ist, haben sie ihn von den Schiffssystemen getrennt und sein Gehirn wieder in seinen normalen Zustand versetzt.
Nach einem zehntägigen Wissensaustausch wird die Enterprise von den Cytherianern wieder zurückgeschickt. Barclay kann sich noch an alles erinnern, was er getan hat, doch das Wissen darüber, wie er es getan hat, ist verloren.

## Verbindungen zu anderen Star-Trek-Produktionen
In Folge 1.08 (Das Geheimnis von Megas-Tu) der Zeichentrickserie Die Enterprise aus dem Jahr 1973 und im Spielfilm Star Trek V: Am Rande des Universums von 1989 reisen die Enterprise und die Enterprise A bereits aus eigener Kraft innerhalb weniger Tage oder Wochen ins Zentrum der Milchstraße. Diese Produktionen stehen im Widerspruch zur Handlung von Die Reise ins Ungewisse, denn obwohl diese mehrere Jahrzehnte später spielt, ist die Enterprise D hier auf das überlegene Wissen der Cytherianer angewiesen, um die gleiche Reisestrecke in kurzer Zeit zurückzulegen.
Die Argus-Phalanx ist in Folge 7.11 (Parallelen) von Raumschiff Enterprise – Das nächste Jahrhundert aus dem Jahr 1993 noch einmal zu sehen. In mehreren Folgen von Star Trek: Picard und Star Trek: Strange New Worlds ist sie auf Sternenkarten verzeichnet.

## Produktion

### Drehbuch
Das Drehbuch ist inspiriert von Daniel Keyes’ Kurzgeschichte Blumen für Algernon von 1959 (1966 zu einem Roman erweitert), in der ein geistig behinderter Mann sich einer experimentellen Prozedur unterzieht und dadurch eine überdurchschnittliche Intelligenz erlangt. In Die Reise ins Ungewisse hingegen erlangt der durchschnittlich intelligente Barclay eine regelrechte Super-Intelligenz.
Die Figur des Reginald Barclay war in Folge 3.21 (Der schüchterne Reginald) eingeführt worden. Das Produktionsteam mochte ihn und wollte ihn unbedingt in der vierten Staffel erneut auftreten lassen. Für Joe Menoskys Geschichte bot er sich schließlich als ideale Hauptfigur an.
Die Folge enthält mehrere Anspielungen auf den Film 2001: Odyssee im Weltraum von 1968, in denen Barclay den Computer HAL 9000 und La Forge David Bowman spiegelt. Hierzu gehören Barclays Aussage „Ich fürchte, das kann ich nicht tun“, La Forges Abschirmung der Beobachtungslounge gegen Barclays Abhörmöglichkeiten und das Gespräch zwischen Barclay und La Forge, während letzterer durch eine enge Jefferies-Röhre kriecht.

### Darsteller
Jim Norton spielte den holografischen Albert Einstein noch einmal in Folge 6.26 (Angriff der Borg, Teil I) von Raumschiff Enterprise – Das nächste Jahrhundert.
Kay E. Kuter, Darsteller des Cytherianers, spielte auch den Bajoraner Sirah in Folge 1.14 (Die Legende von Dal'Rok) von Star Trek: Deep Space Nine.

### Effekte
Für Barclays neurales Interface wurden echte Laserstrahlen verwendet, die teilweise mit sechs oder acht Bildern pro Sekunde gefilmt wurden.

## Rezeption
Alex Knapp listete Die Reise ins Ungewisse 2011 in Forbes als eine der zehn besten Folgen im ganzen Star-Trek-Franchise auf, die sich mit den Themen Künstliche Intelligenz, technologische Singularität, Transhumanismus und Post-Knappheits-Gesellschaft befassen.
Keith DeCandido bewertete Die Reise ins Ungewisse 2012 auf tor.com als eine sehr gute Folge von Raumschiff Enterprise – Das nächste Jahrhundert, die sowohl die Figur Barclay wunderbar weiterentwickelt als auch eine interessante Science-Fiction-Geschichte bietet.